# Toby Dammit
Lawrence Edward Crooke (Knoxville, Tennessee, 3 de dezembro de 1966) mais conhecido como Toby Dammit é um baterista, produtor musical e compositor. Já usou os pseudônimos Larry Mullins e Larry Contrary em sua carreira artística.
Toby é mais conhecido por seu trabalho com Iggy Pop na década de 1990 com quem gravou 3 álbuns de estúdio. A partir de 2011 substituiu Scott Asheton nas apresentações ao vivo dos Stooges. Em 2000 fundou uma gravadora chamada Hit Thing Records juntamente da banda The Residents e Guido Randzio. Atualmente acompanha Nick Cave em sua turnê como multi-instrumentalista.

## Discografia
- Dr. Blue And Mr. Gold (2015) com Martin Dean
- AMO (2014), com Miguel Bosé, Warner Music España
- Not Junk Yet DVD (2014), com Lary & Larry, Potomak
- Re-Licked (2014), com James Williamson, Leopard Lady Records
- Love And More (2014), com Edyta Bartosiewicz
- Deins & Done (2014), com Meret Becker, Edel Germany
- Milk For Your Motors (2014), com Gemma Ray, Bronze Rat Records
- Glittermine (2013), com Jessie Evans, Nuun France / Fantomette Records
- Soon CD / DVD Mysore Express (2013), com Chloé Mons, Red & Star / Sony France
- Ready to Die (2013), com The Stooges, Fat Possum Records
- On The Mat - And Off (2012), com Thomas Wydler, Soul Sheriff Records
- Morning, Noon & Night (2012), com The Lightnin' 3, True Velvet Records / PIAS France
- L'Envolée (2012), com Stephan Eicher, Barclay / Universal France
- L'Envolée Édition Limitée Livre (2012), com Stephan Eicher, Barclay / Universal France
- Demonic! Live in Oslo 2003 Demons Dance Alone 10th Anniversary 2-CD / DVD (2012), com The Residents, Ralph America
- Black Sessions Radio France L'Édition spéciale Session N° 312 March 22, 2010 Studio 105 (2012), com Jessie Evans, Sangatte Records France
- Fräulein Annie (2012), com Anna Clementi, Fräulin Annie Records Italy
- Raphael Live Vu Par Jacques Audiard (2011), com Raphaël Haroche, EMI France
- Western Spaghetti (2011), com Mell, Mon Slip / Tot Ou Tard France
- A Travers ZAZ DVD Documentaire (2010), com Zaz, Play-On / Sony Music France
- Pacific 231 Edition Deluxe (2010), com Raphaël Haroche, EMI France
- Pacific 231 (2010), com Raphaël Haroche, EMI France
- ZAZ (2010), com Zaz, Play-On / Sony Music France
- Brava Live at Brava Theatre San Francisco 2001 (2010), com The Residents, Ralph America
- Is It Fire? (2009), com Jessie Evans, Fantomette Records
- Eldorado Trio Live Edition Limitée CD / DVD (2009), com Stephan Eicher, Universal / Barclay France
- Music Matters (2009), com Dzihan & Kamien, Couch Records Austria
- Habeas Corpus (2009), com Living Things, Zomba Music / Jive Records
- Happily Ever After (2008), com Mount Sims, Hungry Eye Records
- Magic Monsters (2008), com April March, Martyrs of Pop Records France
- Release The Stars (2007), com Rufus Wainwright, Geffen Records
- Eldorado Edition Limitée (2007), com Stephan Eicher, Barclay / Universal France
- Eldorado (2007), com Stephan Eicher, Barclay / Universal France
- Black Sheep Boy Appendix (2007), com Okkervil River, Jagjaguwar Records
- Last Sight Of Land (2007), com Bee and Flower, Tuition Records Germany
- Jus De Box (2007), com Arno, Delabel / EMI France
- Soul Sheriff (2007), com Thomas Wydler, Liaisons Records
- The Heimlich Manoeuvre (2006), com Richard Ruin, Le Bonbon Noir
- What's Mine Is Yours (2006), com Bee and Flower, Soyuz Russia
- Going To Where The Tea Trees Are (2006), com Peter von Poehl, tôt Ou tard France
- I'm Not A Rose (2006), com Marie Modiano, Naive Records France
- First Take Second Skin (2006), com Katharina Franck, Skycap Records Germany
- Love Is A Reason (2005), com Anna Clementi, Ishtar Records / Milano 2000 Italy
- Portrait-Robot (2005), com Bertrand Burgalat, Virgin / EMI France
- Sanctuary (2005), com Alex Hacke, Kool Arrow Records
- Morphosa Harmonia (2004), com Thomas Wydler, Hit Thing
- Karny Sutra (2004), com Luther & Toby, Hit Thing
- Mystery Of Faith Unreleased Pieces (2004), com Jarboe, Atavistic Records
- Tour Taxi Europa (2004), com Stephan Eicher, Virgin / EMI France
- 12 Days of Brumalia (2004), com The Residents, Ralph America
- Taxi Europa (2003), com Stephan Eicher, Virgin / EMI France
- Spanked (2003), com A.S Dragon, Tricatel Disques France
- Everything Is Good Here, Please Come Home (2003), com Angels of Light, Young God Records
- Return To Alpha (2002), com Penta Lee Swanson, CD Baby
- Freak Show Special Edition 2-CD Box Set (2002), com The Residents, Ralph America
- Petting Zoo (2002), com The Residents, EuroRalph
- Lotofire Obra Revisitada Special Edition 2 CD (2002), com Ely Guerra, EMI México
- The Fine Art of Self Destruction (2002), com Jesse Malin, Fargo / Artemis Records
- Demons Dance Alone (2002), com The Residents, EuroRalph
- We Were Alive! (2002), com Angels of Light, Young God Records
- Music for Courage and Confidence (2002), com Mark Eitzel, New West Records
- Bertrand Burgalat Meets A.S Dragon Live (2001), com Bertrand Burgalat & A.S Dragon, Tricatel Disques France
- Top Dollar (2001), Omplatten Records
- Icky Flix (2001), com The Residents, EuroRalph
- How I Loved You (2001), com Angels of Light, Young God Records
- Sunday Sunny Mill Valley Groove Day (2000), com Frank Black & The Catholics, Self-Released
- The Dream That Stuff Was Made Of (2000), com Starlight Mints, SeeThruBroadcasting
- Patchwork Electrique (2000), com Paul Personne, Polydor France
- Roadworms: The Berlin Sessions (2000), com The Residents, EuroRalph
- Patchwork Acoustique (2000), com Paul Personne, Polydor France
- Borderline Deformity (2000), com Robbie D., Trophy Child Records
- Wormwood Live (2000), com The Residents, Ralph America
- The Vanity Set (2000), com The Vanity Set,  	NSP Records
- Live at Bowery Ballroom Limited-Edition CD (1999), com Angels of Light, Young God Records
- Avenue B (1999), com Iggy Pop, Virgin / EMI Records
- New Mother (1999), com Angels of Light, Young God Records
- Lotofire (1999), com Ely Guerra, EMI México
- Extremely Cool (1999), com Chuck E. Weiss, RykoDisc
- N'dea Davenport (1998), com N'dea Davenport, V2
- Number One Of Three (1998), com The Body Lovers, Young God Records
- Voyage: London, Paris, Stockholm (1998), com Cano Caoli, Ki/oon / Sony Japan
- Swans Are Dead (1997), com The Swans, Young God Records
- Soundtracks For The Blind (1996), com The Sawns, Young God Records
- Vending Machine (1996), com Masatoshi Nagase, JVC / Speedstar Records Japan
- Die Tür ist zu (1996), com The Swans, Rough Trade Records
- Naughty Little Doggie (1996), com Iggy Pop, Virgin / EMI Records
- Live! at the Continental Picture Vinyl (1993), com Iggy Pop, Vinyl only Bootleg
- American Caesar (1993), com Iggy Pop, Virgin / EMI Records
- Kiss My Blood - Live at the Olympia, Paris (Laser Disc NTSC) (1992), com Iggy Pop, Pioneer Records Japan
- 60 Watt Reality (1990), com The Ringling Sisters, A&M Records
- Secret Interstate Limited Edition Cassette (1987), In a Minute Records
- WH - WH Limited Edition Cassette (1985), com WH - WH, Single Sound Records
- 1984 Tennessee All State Concert (1984), com Tennessee All State Band, Silver Crest Records
- 1984 East Tennessee School Band & Orchestra (1984), com ETSB & O Blue Band, Mandrell Gray Records